# Manuel Flor
Francisco Manuel Flor Lara (Vejer de la Frontera, 11 de agosto de 1978), conocido deportivamente como Lolito, es un político español del Partido Popular, alcalde de Vejer de la Frontera desde 2019 a 2023. Desde el 6 de noviembre de 2023 ocupa el cargo de presidente del Litoral de La Janda y de los Alcornocales, tras la dimisión de la actual diputada provincial, Mari Loli Varo Malia.

## Biografía
Realizó sus estudios en el Instituto IES La Janda, está casado y tiene dos hijos. En la política comienza siendo concejal del ayuntamiento de Vejer de la Frontera, cargo que ocupa desde 2011, además es secretario general del Partido Popular y en 2019 portavoz del Grupo Municipal. 
Ha sido segundo teniente de alcalde de Vejer, y delegado municipal de Presidencia, comunicación, Relaciones Institucionales, Transporte, Tráfico, Policía Local, Protección Civil, Seguridad Ciudadana, Participación Ciudadana, Cementerio, Mantenimiento Urbano y Núcleos Rurales. 
Desde el 6 de noviembre de 2023,ocupa el cargo de presidente del Grupo de Desarrollo Rural del Litoral de La Janda y de los Alcornocales,cargo que ocupa tras la dimisión de Mari Loli Varo, por el Partido Socialista Obrero Español.

## Etapa como Futbolista
En el ámbito futbolístico se apoda Lolito, y se desempeñaba como delantero, siempre en divisiones amateur. Durante una temporada jugó en el Chiclana Club de Fútbol, donde mas tarde, entre 2012 y 2013, se daría de baja para centrarse mas en la política.